# Δ-Globin
δ-Globin, delta-Globin, oder Hämoglobin delta-Kette ist ein Protein aus der Familie der Globine, dessen 147 Aminosäuren lange Polypeptidkette ein Häm als Cofaktor bindet und das so Teil des Proteinkomplexes von Hämoglobin A2 (Hb A2) ist, die Hämoglobin-Untereinheit delta (HBD).
Das δ-Globin ist damit Bestandteil einer Hämoglobin-Variante, die beim erwachsenen Menschen für den Sauerstofftransport gebildet wird. Codiert wird es vom HBD-Gen, das im Gen-Cluster des β-Globin-Locus (mit der Abfolge 5′ - HBE1 – HBG2 – HBG1 – HBD – HBB-3′) auf Chromosom 11 liegt. Die Expression dieser einander sehr ähnlichen Gene wird hier über eine gemeinsame Kontrollregion geregelt und ist entwicklungsabhängig unterschiedlich. Je nach Entwicklungsphase bzw. Zellmilieu kann die Proteinbiosynthese von entsprechenden ε-, γ-, δ- oder β-Globinen veranlasst werden. Diese Proteine unterscheiden sich voneinander nur in wenigen Aminosäuren ihrer jeweils 147 AS langen Kette; doch zeigen die aus ihnen zusammengesetzten Hämoglobine Unterschiede im Sauerstoff-Bindungsvermögen.

## Funktion
Nach der Geburt findet die Bildung roter Blutkörperchen (Erythropoese) vornehmlich im Knochenmark statt und es werden nun überwiegend die Hämoglobine des Erwachsenen gebildet, „adulte Hämoglobine“ genannt. Diese bestehen wie das fetale Hämoglobin (HbF) aus vier paarweise gleichen Untereinheiten. Zwei davon sind ebenfalls alpha- (α), die beiden anderen jedoch nicht gamma-Ketten, sondern Produkte des beta-Gens (HBB) oder des delta-Gens (HBD). Aus zwei Paaren mit α-Globin und β-Globin setzt sich das HbA zusammen (α2β2); im normalen Erwachsenenleben macht es ungefähr 97 Prozent des gesamten Hämoglobins aus. Aus zwei alpha- und zwei delta-Untereinheiten besteht das HbA2 (α2δ2); es stellt zusammen mit HbF (α2γ2) die restlichen 3 Prozent des Hämoglobins Erwachsener.

## Klinische Bedeutung
Mutationen im HBD-Gen für δ-Globin werden mit der Delta-Thalassämie in Verbindung gebracht.